# Zoo (film fra 1996)
 For alternative betydninger, se Zoo (flertydig). (Se også artikler, som begynder med Zoo)
Zoo er en dansk kortfilm fra 1996 instrueret af Irene G. Scholten efter eget manuskript.

## Handling
En hyldest til livet! En tur i Zoo kan ændre livet, hvis man har et åbent hjerte og tør. Historien om et ældre ægtepars oplevelser under en picnic i Zoologisk Have. Kvinden oplever en anden dimension af livsglæde og energi ved mødet med dyrene. Denne oplevelse bliver fatal for dem begge. En film fyldt med musik, dans og rytmer - og dyr. Boblende af livsglæde og revolution!

## Medvirkende
- Gerda Gilboe
- Cay Kristiansen